# مايك غوردون (مغني)
مايك غوردون (بالإنجليزية: Mike Gordon)‏ هو مغني أمريكي، ولد في 3 يونيو 1965 في سدبري ‏ في الولايات المتحدة.

## وصلات خارجية
- الموقع الرسمي
- مايك غوردون على موقع IMDb (الإنجليزية)
- مايك غوردون على موقع ميوزك برينز (الإنجليزية)
- مايك غوردون على موقع إن إن دي بي (الإنجليزية)
- مايك غوردون على موقع أول ميوزيك (الإنجليزية)
- مايك غوردون على موقع ديسكوغز (الإنجليزية)
- مايك غوردون على موقع قاعدة بيانات الفيلم (الإنجليزية)